# Municipio de Logan (condado de Dickinson)
El municipio de Logan (en inglés: Logan Township) es un municipio ubicado en el condado de Dickinson en el estado estadounidense de Kansas. En el año 2010 tenía una población de 216 habitantes y una densidad poblacional de 2,3 personas por km².

## Geografía
El municipio de Logan se encuentra ubicado en las coordenadas 38°50′3″N 97°5′29″O / 38.83417, -97.09139. Según la Oficina del Censo de los Estados Unidos, el municipio tiene una superficie total de 93.76 km², de la cual 93,31 km² corresponden a tierra firme y (0,48 %) 0,45 km² es agua.

## Demografía
Según el censo de 2010, había 216 personas residiendo en el municipio de Logan. La densidad de población era de 2,3 hab./km². De los 216 habitantes, el municipio de Logan estaba compuesto por el 95,83 % blancos, el 2,31 % eran amerindios, el 0,93 % eran de otras razas y el 0,93 % eran de una mezcla de razas. Del total de la población el 0,93 % eran hispanos o latinos de cualquier raza.